# Sober (Tool)
Sober è un singolo del gruppo musicale statunitense Tool, pubblicato nel 1994 come secondo estratto dal primo album in studio Undertow.

## Tracce
CD singolo (Australia, Germania, Regno Unito)
1. Sober (Album Version) – 5:06
2. Bottom (Original Version Live) – 6:24
3. Intolerance (Live) – 4:43

CD maxi-singolo (Paesi Bassi) – Sober (Tales from the Darkside)
1. Sober (Album Version) – 5:06
2. Undertow (Lollapalooza, Irwindale, CA, 6 August 1993) – 5:42
3. Sober (Lollapalooza, Irwindale, CA, 6 August 1993) – 5:10
4. Opiate (Lollapalooza, Irwindale, CA, 6 August 1993) – 6:17
5. Flood (Lollapalooza, Irwindale, CA, 6 August 1993) – 3:40
6. Prison Sex (Lollapalooza, Irwindale, CA, 6 August 1993) – 4:50
7. Jerk-Off (Lollapalooza, Irwindale, CA, 6 August 1993) – 4:18
8. Prison Sex (Lowland Paradise Festival, Dronten, The Netherlands, 29 August 1993) – 5:01
9. Bottom (Lowland Paradise Festival, Dronten, The Netherlands, 29 August 1993) – 6:24

## Formazione
Gruppo
- Maynard James Keenan – voce
- Adam Jones – chitarra
- Paul D'Amour – basso
- Danny Carey – batteria

Produzione
- Sylvia Massy – produzione
- Tool – produzione
- Ron St. Germain – missaggio

## Classifiche
| Classifica (1993)                | Posizione massima |
| -------------------------------- | ----------------- |
| Stati Uniti (mainstream rock)    | 13                |
| Classifica (2019)                | Posizione massima |
| Stati Uniti (digital)            | 6                 |
| Stati Uniti (rock & alternative) | 3                 |
| Stati Uniti (rock digital)       | 1                 |

## Cover
Un cover del brano è stata eseguita dalla band alternative metal statunitense Breaking Benjamin, un'altra dagli Staind.